# Alessandro Mazzoletti
Alessandro Mazzoletti (Codogno, 24 aprile 1905 – Codogno, 3 marzo 1969) è stato un calciatore italiano, di ruolo mezzala.

## Carriera
Esordisce nell'Audace di Codogno, formazione dilettantistica del paese natale, per poi trasferirsi all'età di 15 anni nel Codogno, nel campionato di Promozione lombarda.
Nel 1923, insieme al compagno di squadra Mariano Tansini, passa in prestito per una stagione al Piacenza, nel quale realizza 4 reti in 14 partite nel campionato di Seconda Divisione 1923-1924. Rientrato al Codogno, nel 1928 viene ceduto per la cifra di 20.000 lire alla neonata Ambrosiana, che milita nel campionato di Divisione Nazionale. Nella squadra milanese, al fianco di giocatori come Giuseppe Meazza e Gipo Viani, Mazzoletti esordisce il 6 gennaio 1929 contro la Pistoiese; a fine stagione totalizza 4 presenze mettendo a segno una rete.
Nel 1929 viene ceduto alla Cremonese, con cui disputa la sua ultima stagione agonistica ad alto livello totalizzando 11 presenze nel campionato di Serie A 1929-1930, dopodiché si ritira per motivi familiari e di lavoro, che gli impedivano di allenarsi con regolarità.
Anche il fratello Antonio (nato nel 1908) era calciatore.